# Juan David Angulo
Juan David Angulo Ortíz (ur. 30 stycznia 1996 w Valle del Cauca) – kolumbijski piłkarz występujący na pozycji napastnika, od 2024 roku zawodnik meksykańskiego Jaiba Brava.